# Still Life (videojuego)
Still Life es un videojuego de aventura de 2005 de Microids. Still Life es una secuela de Post Mortem . Una secuela, Still Life 2, fue lanzada en 2009. Desde entonces, el juego ha vendido 240.000 copias en todo el mundo.
Un tema importante a lo largo del juego es el arte, especialmente la técnica de bodegón (llamado still life en inglés) que da nombre al juego. El juego también utiliza un dispositivo de narración de alternar entre dos personaje jugador.

## Trama
La agente especial del FBI, Victoria McPherson, está investigando una serie de brutales asesinatos ocurridos en Chicago en el año 2004. Mientras visita a su padre durante las vacaciones navideñas, descubre un viejo cuaderno perteneciente a su abuelo, el investigador privado Gustav McPherson. Victoria se sorprende al descubrir que su abuelo estuvo involucrado en la investigación de una serie de asesinatos muy similares ocurridos en la Praga de 1920. A medida que avanza la historia, el jugador toma el control de ambos personajes mientras trabajan juntos para atrapar al presunto asesino en serie, que parece ser el mismo individuo con una diferencia de más de 70 años entre los dos casos.
En ambos casos, el asesino tiene como objetivo a trabajadoras sexuales: prostitutas callejeras en Praga y empleadas de un exclusivo salón de masajes y club S&M llamado Red Lantern en Chicago. El o los asesinos se disfrazan con una capa oscura, un sombrero de copa y una máscara plateada.
Finalmente, Gus logra identificar al hombre responsable de los asesinatos en Praga, pero el asesino escapa de la justicia y se traslada a América. Cerca del final del juego, Victoria descubre que se produjeron asesinatos similares en Chicago en 1931 y más tarde en Los Ángeles en 1956.
La identidad del asesino de Chicago en 2004 nunca se revela. Victoria se encuentra con él varias veces, pero nunca ve detrás de su máscara. Ella no cree que sea la misma persona que el asesino de Praga, sino más bien una persona más joven que ha sido influenciada de alguna manera por el asesino de Praga. En el clímax del juego, Victoria logra disparar al asesino de Chicago, pero éste se sumerge en el río Chicago y no emerge. Al final del juego, la policía de Chicago todavía está buscando el cuerpo del asesino en el río. Victoria planea viajar a Los Ángeles para conocer más sobre los asesinatos de 1956.
Una controversia que rodea al juego es la falta de un final. Originalmente planeado como el segundo de una trilogía, con Post Mortem como el primero, Still Life termina sin revelar al villano. La historia estaba destinada a continuar en un tercer juego, pero parecía poco probable que el final se hiciera realidad, ya que la rama de desarrollo de Microïds en Canadá fue comprada por Ubisoft. Sin embargo, el 6 de diciembre de 2007, Microïds anunció el desarrollo de una secuela, Still Life 2, que se lanzó en 2009. El 19 de septiembre de 2008 se abrió un nuevo sitio web de la serie Still Life, que cubre los tres juegos.

## Desarrollo
Still Life se realizó con aplicaciones de Virtools ; el mismo software que Post Mortem y algunos otros juegos de Microïds. El juego de apuntar y hacer clic también se basa en los dos primeros juegos de la franquicia Syberia .

## Recepción
Según Microïds, Still Life y su predecesor, Post Mortem, fueron éxitos comerciales. El editor informó ventas globales combinadas de la serie por encima de las 500.000 unidades en septiembre de 2008.  Solo la venta directa mundial de Still Life superó las 240.000 unidades en mayo de 2009. 
Still Life recibió críticas bastante favorables de los críticos. Sus puntajes de Metacritic son 75/100 para PC  y 70/100 para Xbox,  según las reseñas de 27 y 29 críticos, respectivamente. Sus puntajes de GameRankings son 75,77% para PC  y 68,68% para Xbox,  según las reseñas de 35 y 31 críticos, respectivamente. David Clayman de IGN comentó: " Still Life es una diversión agradable, aunque breve, para los fanáticos de los juegos de aventuras clásicos. Como de costumbre, este tipo de juego se controla mejor en una PC y el movimiento de los personajes se siente lento y torpe con el controlador de Xbox".  John Walker de Eurogamer : "Hay muchas cosas que Still Life hace bien, pero de la misma manera que los juegos de aventuras hacían las cosas bien hace diez años. Por lo tanto, no hay excusa para que no gestione otros elementos básicos y fundamentales a la hora de retomar estas ideas de hace una década.”  Shannon Hall de Just Adventure : "Cualquiera que ame el misterio y tenga una mente investigadora obtendrá muchas horas de placer con Still Life ".  Ryan Davis, escribiendo para GameSpot : "Su dedicación servil a las convenciones rascará la picazón cerebral y metódica que tienen todos los fanáticos acérrimos de los juegos de aventuras. Sin embargo, como ejercicio de género, ejerce poca energía para atraer a nuevos jugadores". 
Still Life fue finalista del premio "Best Adventure Game 2005" ' PC Gamer US, que finalmente fue para Indigo Prophecy .

En 2011, Adventure Gamers nombró a Still Life como el vigésimo mejor juego de aventuras jamás lanzado.

## enlaces externos
- Sitio web oficial original de Still Life : capturado por Internet Archive, 29 de marzo de 2005
- Bodegón Archivado el 9 de diciembre de 2014 en Wayback Machine., en Microïds

- Datos: Q268256